# Tentativa de lovitură de stat din Turcia din 2016
La 15 iulie 2016 a avut loc o tentativă eșuată de lovitură de stat în Turcia organizată de Consiliul Păcii, un grup de militari din cadrul Forțelor armate ale Turciei. Lovitura de stat a fost confirmată atât de prim-ministrul Binali Yıldırım, cât și de președintele Recep Tayyip Erdoğan care a chemat populația în stradă. Șeful Statului Major Hulusi Akar a fost luat ostatic, apoi a fost eliberat. Peste 290 de persoane au fost ucise la Ankara și Istanbul în timpul confruntărilor.

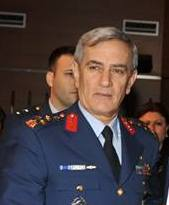
Generalul Akın Öztürk - conform Hurriyet acesta a fost conducătorul loviturii de stat

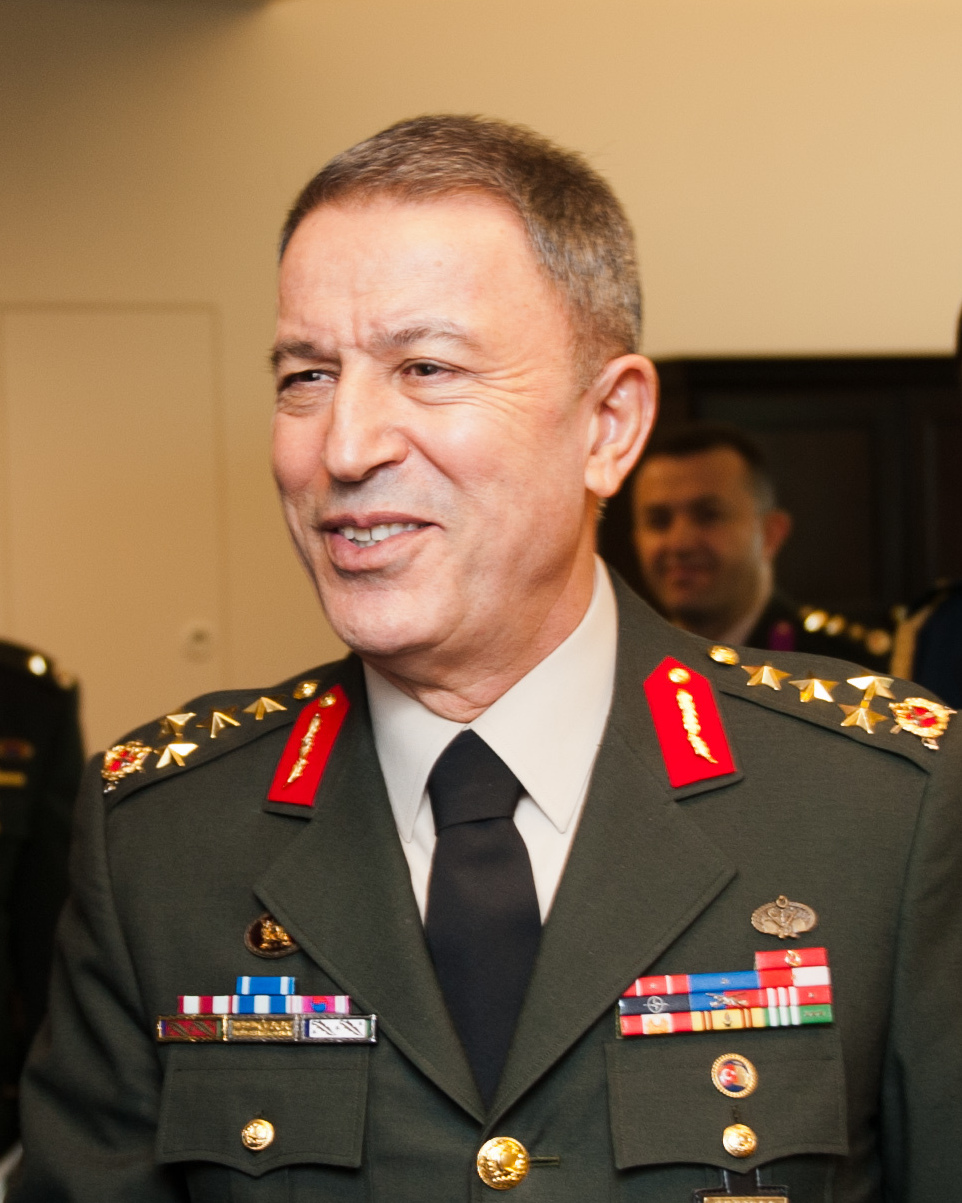
Hulusi Akar, Șeful Statului Major

Un elicopter a lansat o bombă deasupra Parlamentului turc de la Ankara. De asemenea Palatul Prezidențial  a fost atacat cu bombe. A fost declarată legea marțială pe întreg teritoriul turc.  
Televiziunea națională TRT 1 a fost ocupată de militari turci care au anunțat că Turcia este “condusă în prezent de Consiliul Păcii, care va asigura siguranța populației”. Frontiera cu Bulgaria a fost închisă, iar armata elenă a fost pusă sub stare de alertă la granița cu Turcia.
Un grup de peste 50 de militari au blocat Podul Bosfor și Podul Fatih Sultan Mehmet. S-au auzit focuri de armă lângă cele mai importante aeroporturi din Ankara și Istanbul.
Președintele Erdoğan l-a acuzat pe teologul Fethullah Gulen (care este auto-exilat în Pennsylvania) pentru organizarea acestei lovituri de stat, deși gruparea acestuia a condamnat lovitura.
Turcia a cerut (ulterior loviturii de stat) Statelor Unite să-l extrădeze pe  Gülen.
Lovitura de stat este condamnată de principalele partide din Turcia și de comunitatea internațională. La 16 iulie 2016, dimineața, Reuters a transmis că lovitura de stat pare să fi eșuat.

## Fundal
De la fondarea statului modern Turcia din 1923, Forțele armate ale Turciei (TSK) au organizat trei lovituri de stat—în 1960, 1971 și 1980—iar în 1997 au intervenit printr-un memorandum militar. Istoricește, armata s-a văzut gardian al statului secular turc înființat de Mustafa Kemal Atatürk.
În anii de dinainte de tentativa de lovitură de stat din 2016, au avut loc procesele membrilor Ergenekon, care au fost văzute de liderii civili ai Turciei de sub președintele Recep Tayyip Erdoğan ca o ofertă de a întări influența asupra armatei. În cadrul acestor procese din 2013—văzute ca „senzaționale” și „unele dintre cele mai mari din istoria recentă a Turciei”—275 de oameni, inclusiv ofițeri militari seniori, jurnaliști, juriști și profesori, au fost acuzați de intrigă la o lovitură de stat în 2003 și 2004, ca parte a unei rețele secrete numite „Ergenekon”, împotriva primului ministru Erdoğan. (Anumiți ofițeri militari au fost acuzați de implicare într-o intrigă pretins separată, Sledgehammer.) Totodată, Erdoğan a promovat ofițeri de rang interior la rețeaua de comnandă, pentru a se asigura că șefii personalului militar îi este loial, demoralizând armata.
După ruptura dintre facțiunile guleniste și Partidul Justiției și Dezvoltării al lui Erdoğan, Erdoğan a decis că ar fi avantajos să fie reablitată armata. Condamnările mișcării Ergenekon au fost anualte în aprilie 2016 de cea mai înaltă curte de apeluri din Turcia, care a hotărât că existența rețelei este nedovedită. Pe 13 iulie, la mai puțin de două zile de dinaintea lansării loviturii de stat, Erdoğan a semnat un proiect de lege prin care a dat soldaților turci imunitate la urmărire penală în timp ce iau parte la operațiunile interne de securitate, reclamațiile împotriva comandanților trebuind să fie aprobate de primul ministru, pe când cele contra soldaților de rang inferior pot fi semnate de guvernatorii de districte. Legea imunității a fost văzută ca parte a destinderii dintre guvern și forțele armate, pe când acestea din urmă au preluat tot mai mult operațiunile militare din teritoriile locuite de kurzi de la unitățile paramilitare și de poliție.
Atunci când lovitura de stat a început, Erdoğan se afla în vacanță în sud-vestul Turciei. Acesta a chemat populația în stradă pentru a apăra democrația.

## Operațiune sub steag-fals (teorii)
În timpul și după desfășurarea evenimentelor, mai mulți politicieni și comentatori, printre care fostul lider al opoziției Deniz Baykal (Partidul Popular Republican; Cumhuriyet Halk Partisi), și-au exprimat îndoiala cu privire la faptul dacă tentativa de lovitură de stat a fost reală sau a fost pusă în scenă  de către guvern.

### Posibile dovezi
Mai multe fapte au dus la îndoieli cu privire la autenticitatea tentativei de lovitură de stat: faptul că tentativa de lovitură de stat a început seara devreme și nu într-un moment mai greu de remarcat;  evenimentele au fost limitate în mare măsură la Ankara și Istanbul; niciun membru al guvernului sau parlamentar nu a fost luat ostatic, iar mass-media pro-guvernamentală nu a fost blocată în a difuza în direct în timpul evenimentelor. Jurnaliștii și politicienii opoziției au denumit lovitura de stat o "comedie tragică" și "piesă de teatru".
Susținătorii acestor teorii au subliniat modul în care Erdoğan a avut de câștigat în mare măsură ca urmare a tentativei de lovitură de stat:  popularitatea sa a crescut și a primit sprijin pentru ca funcția să se transforme într-o președinție executivă, având în același timp posibilitatea de a legitima reprimările suplimentare cu privire la libertățile civile, independența judiciară și opoziția în general.  Oponenți ai regimului lui Erdoğan au susținut că guvernul său este la un pas de a înlătura principiile fondatoare ale Republicii Turcia cum ar fi secularismul și că urmăresc o agendă mai autoritară. Alte elemente care par să susțină că lovitura de stat a fost pus în scenă de regimul lui Erdoğan: nu există nicio listă de cereri a complotiștilor, organizarea și răspunsul poliției, listele lungi de arestări/demiteri care par să fi fost redactate surprinzător de repede (inclusiv arestarea a 2745 de judecători; demiterea a 492 de membri ai Președinției Afacerilor Religioase (Diyanet) și a 3.000 de militari) și natura extrem de vizibilă a acțiunilor loviturii de stat.